# Bårslövs landskommun
Bårslövs landskommun var en tidigare kommun i dåvarande Malmöhus län. 

## Administrativ historik
Kommunen bildades i Bårslövs socken i Luggude härad i Skåne när 1862 års kommunalförordningar trädde i kraft. 
Vid kommunreformen 1952 uppgick kommunen i Vallåkra landskommun som 1971 uppgick i Helsingborgs kommun.

## Politik

### Mandatfördelning 1931-1946
| 9 | 11 |

| 20 |

| 20 |

| 20 |

| 20 |

| 20 |

| 3 | 7 | 8 | 2 |

| 20 |

| 3 | 10 | 3 | 4 |

| 20 |